# Hyundai Staria

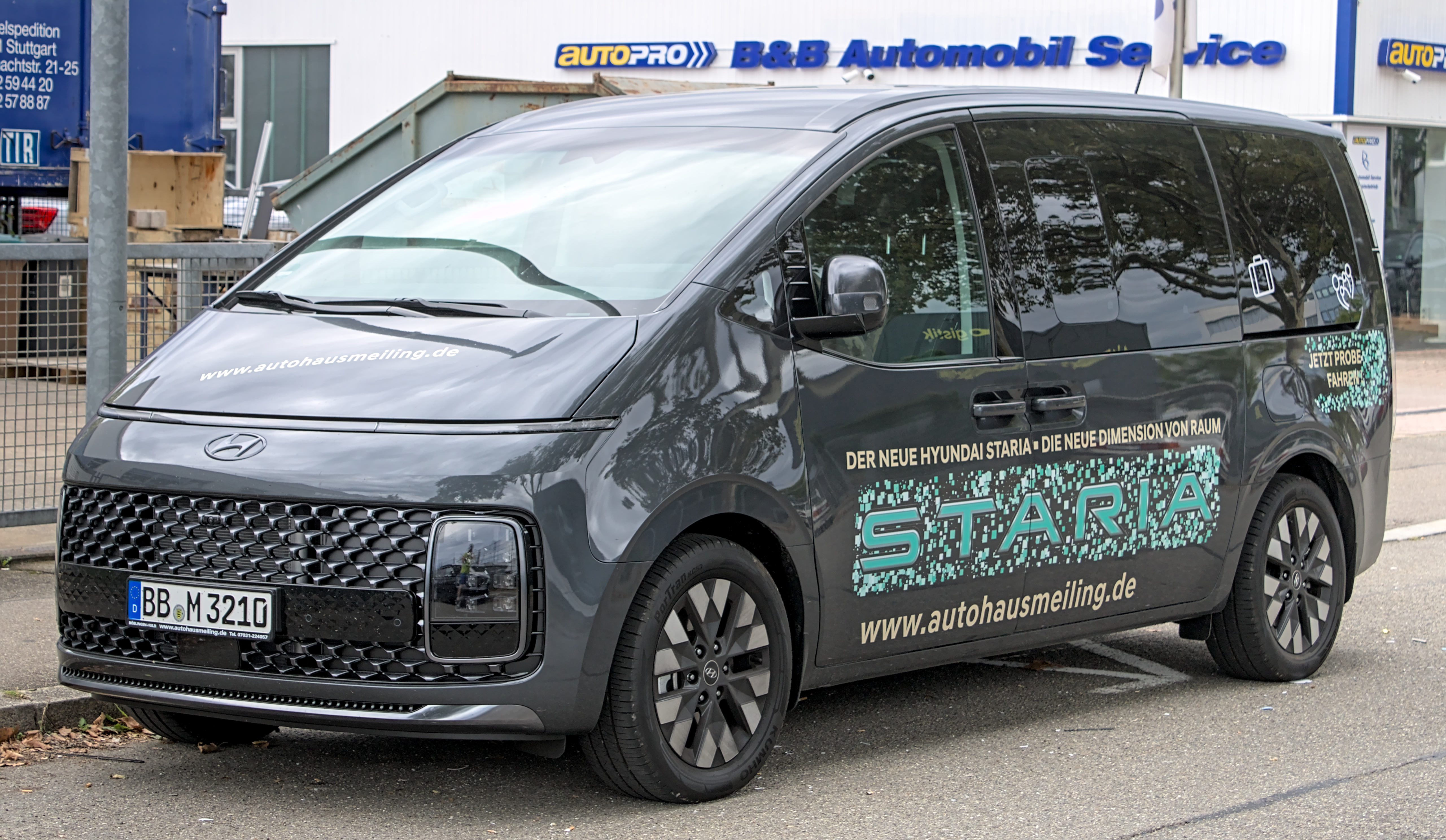
Hyundai Staria в Германии (вид спереди)

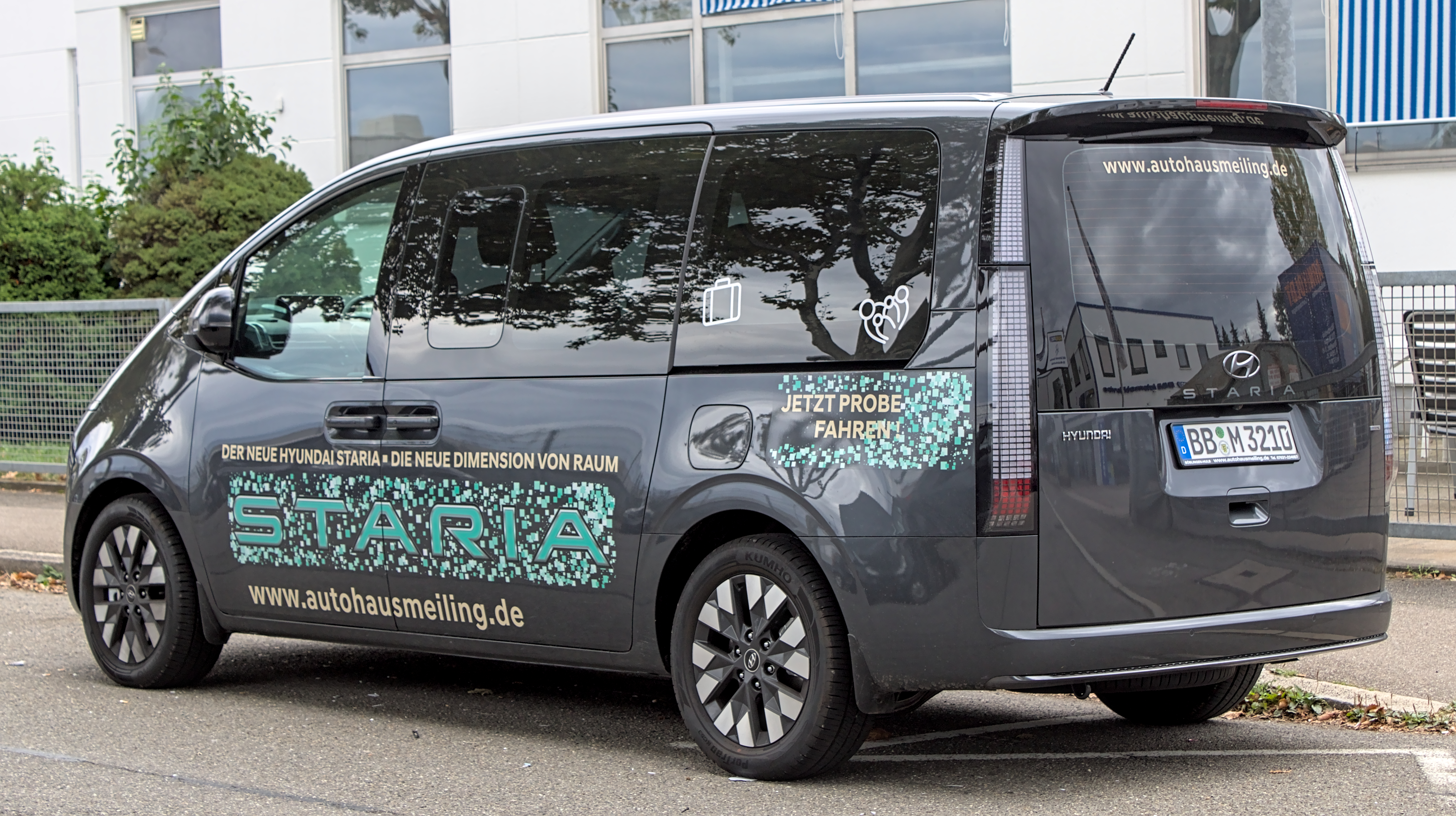
Hyundai Staria в Германии (вид сзади)

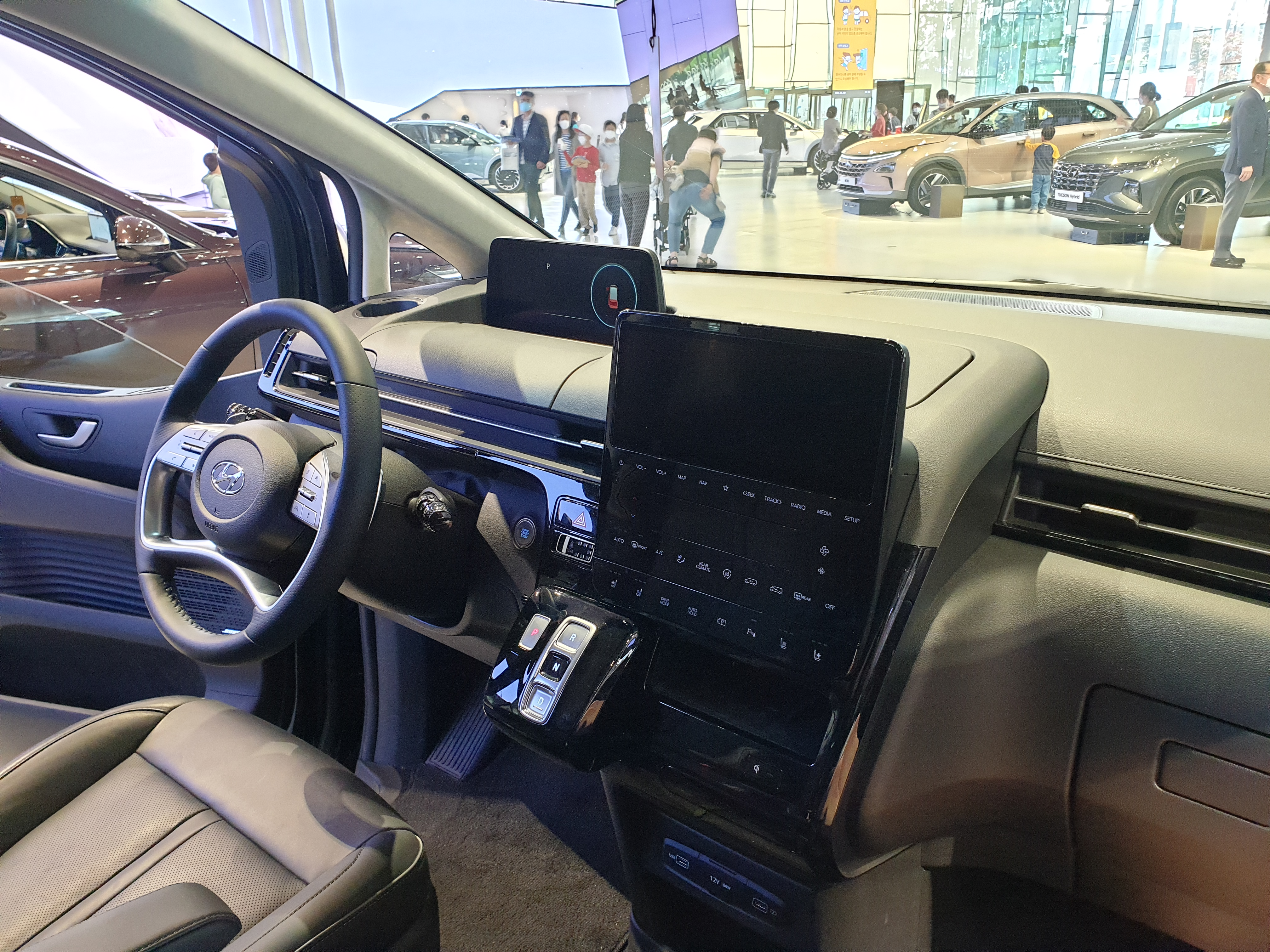
Место водителя

Hyundai Staria (кор. 현대 스타리아) — минивэн от южнокорейской фирмы Hyundai. Он призван заменить автомобиль Hyundai H-1, но до настоящего времени выпускается параллельно с ним.
Впервые модель представлена 18 марта 2021 года. Представляет собой автомобиль, близкий по габаритам к Hyundai H-1, но с современной отделкой и комфортабельным салоном. Кроме Южной Кореи, автомобиль поставляется также в Юго-Восточную Азию, на Ближний Восток и в Европу.

## Описание
18 марта 2021 года стартовало производство автомобиля Hyundai Staria. Внешне автомобиль напоминает космический корабль, с точки зрения дизайнера Inside Out. Название Staria произошло от английского слова Star (звезда).
Стандартные модификации Hyundai Staria — Tourer и Cargo. Впереди установлены горизонтальные передние фары и радиаторная решётка, окрашиваемая в цвет кузова. Для более наглядной видимости окна автомобиля сделаны шире, чем на Hyundai H-1. На приборной панели присутствует сенсорный экран.

В Таиланде автомобиль Hyundai Staria производится с 9 июля 2021 года, вместимость — 11 пассажиров. В Австралии автомобиль производится с 5 августа 2021 года в качестве преемника iMax. Типы модификаций — Standard, Elite и Highlander. Переднеприводные автомобили оснащены бензиновыми двигателями внутреннего сгорания, тогда как полноприводные автомобили оснащены дизельными двигателями внутреннего сгорания. Модель Staria Load производится в Австралии с 20 сентября 2021 года в качестве преемника iLoad.

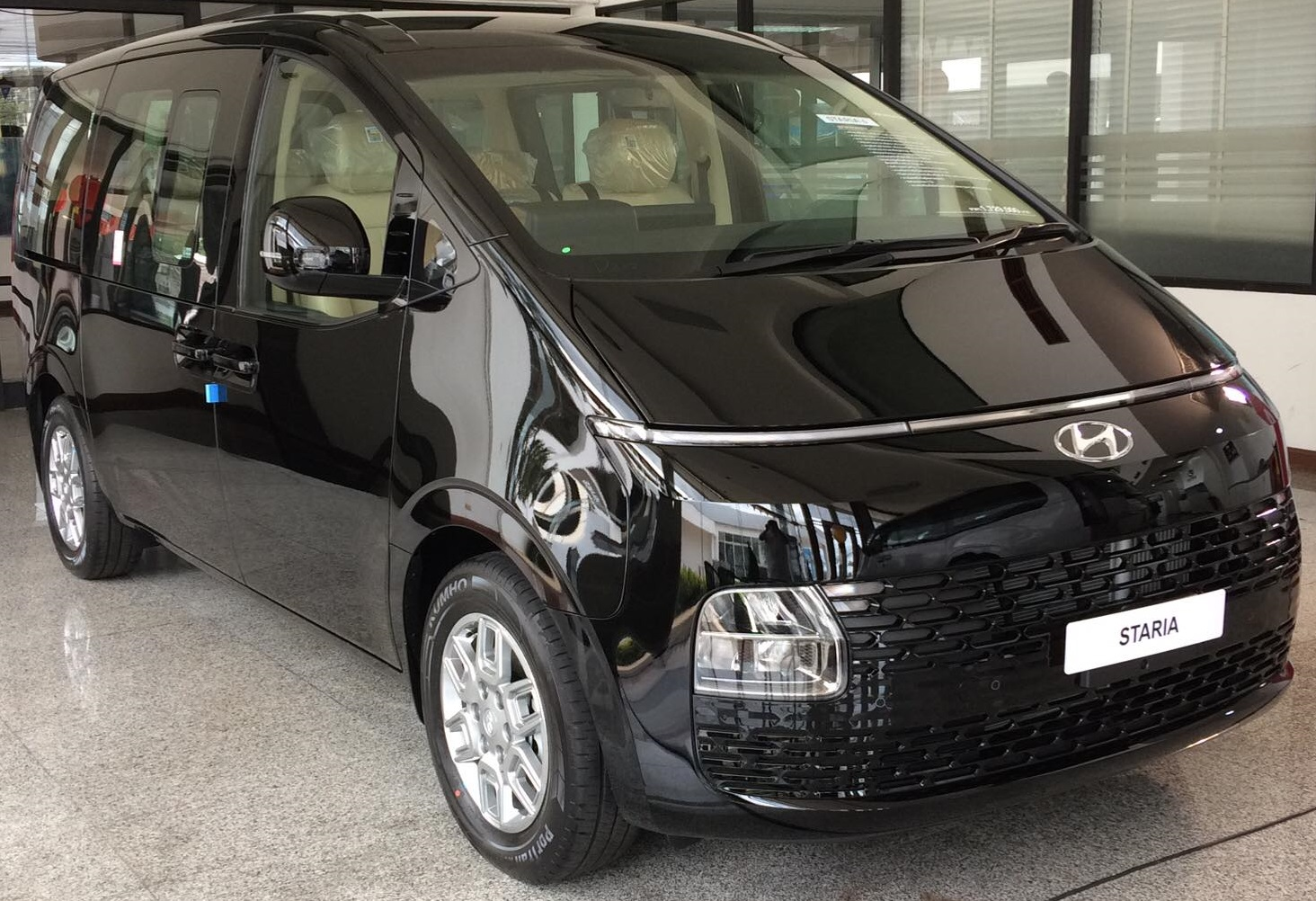
Чёрный Hyundai Staria S (вид спереди)
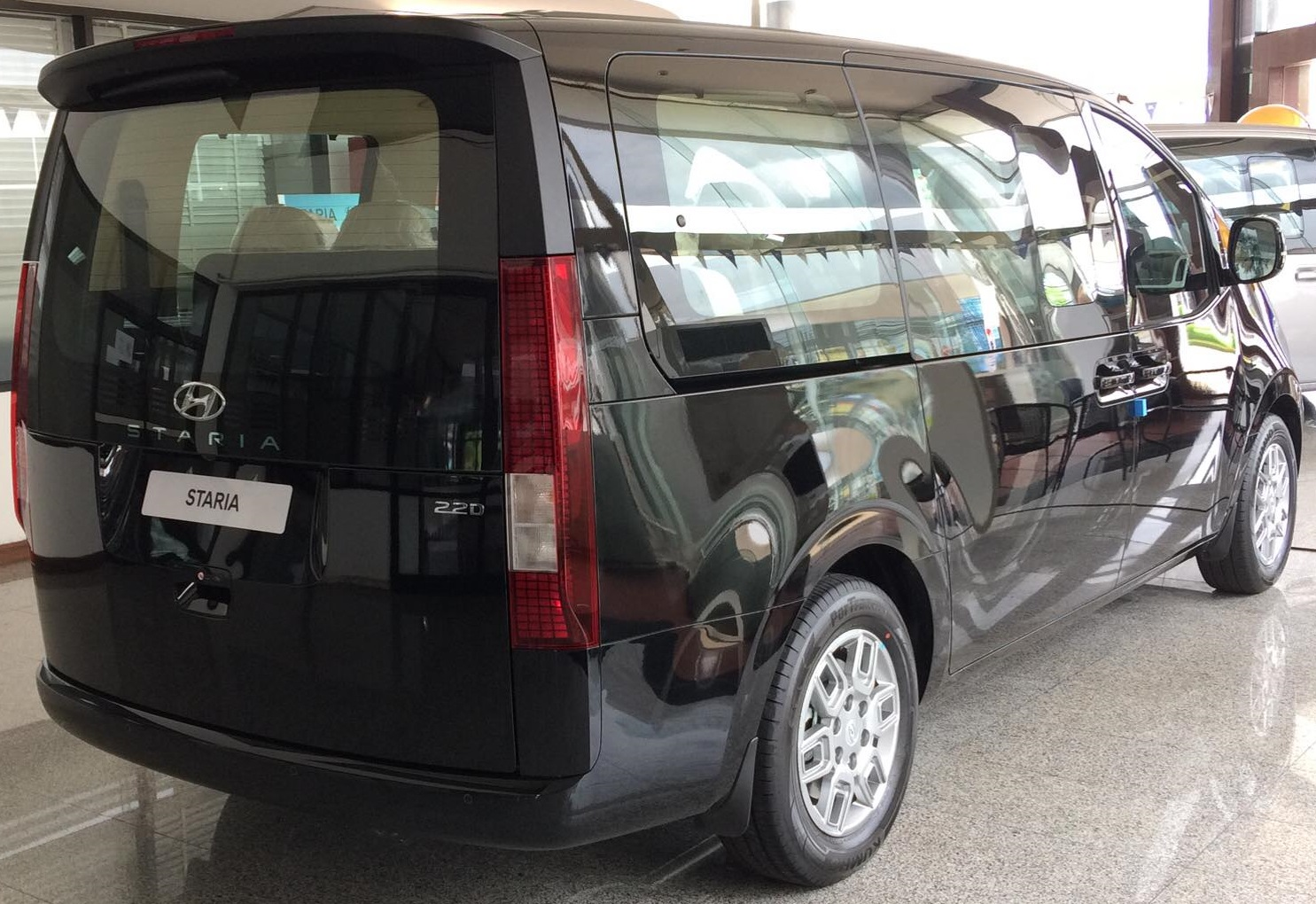
Чёрный Hyundai Staria S (вид сзади)
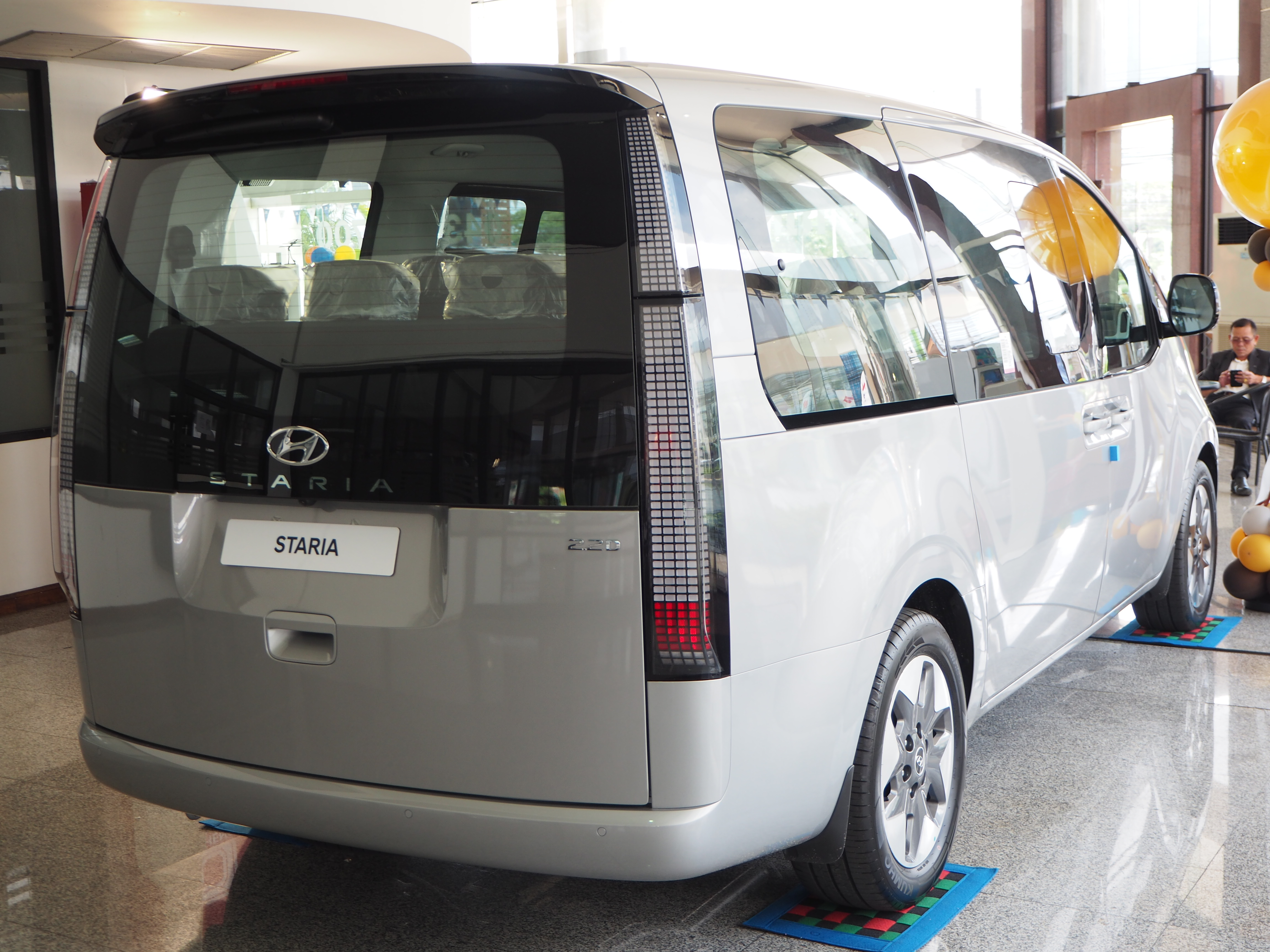
Серебристый Hyundai Staria SEL (вид сзади)

С 9 августа 2021 года производится также модернизированный автомобиль модели Staria Lounge вместимостью 7—9 пассажиров. В Индонезии автомобиль производится с 20 августа 2021 года под названием Hyundai Staria Signature. В Малайзии автомобиль производится с 27 октября 2021 года под названием Hyundai Staria Premium в качестве преемника Hyundai Grand Starex.

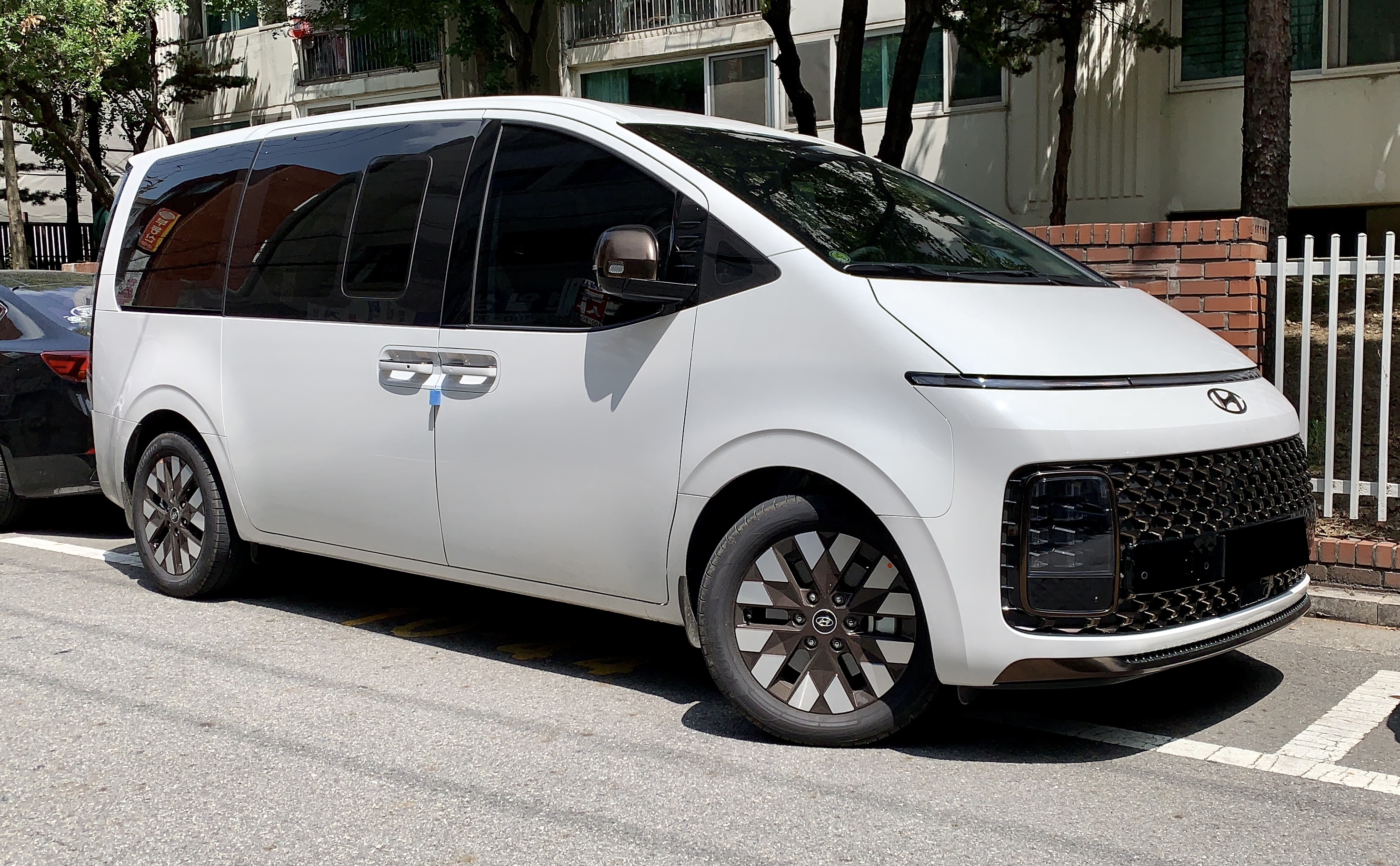
Белый Hyundai Staria Lounge (вид спереди)
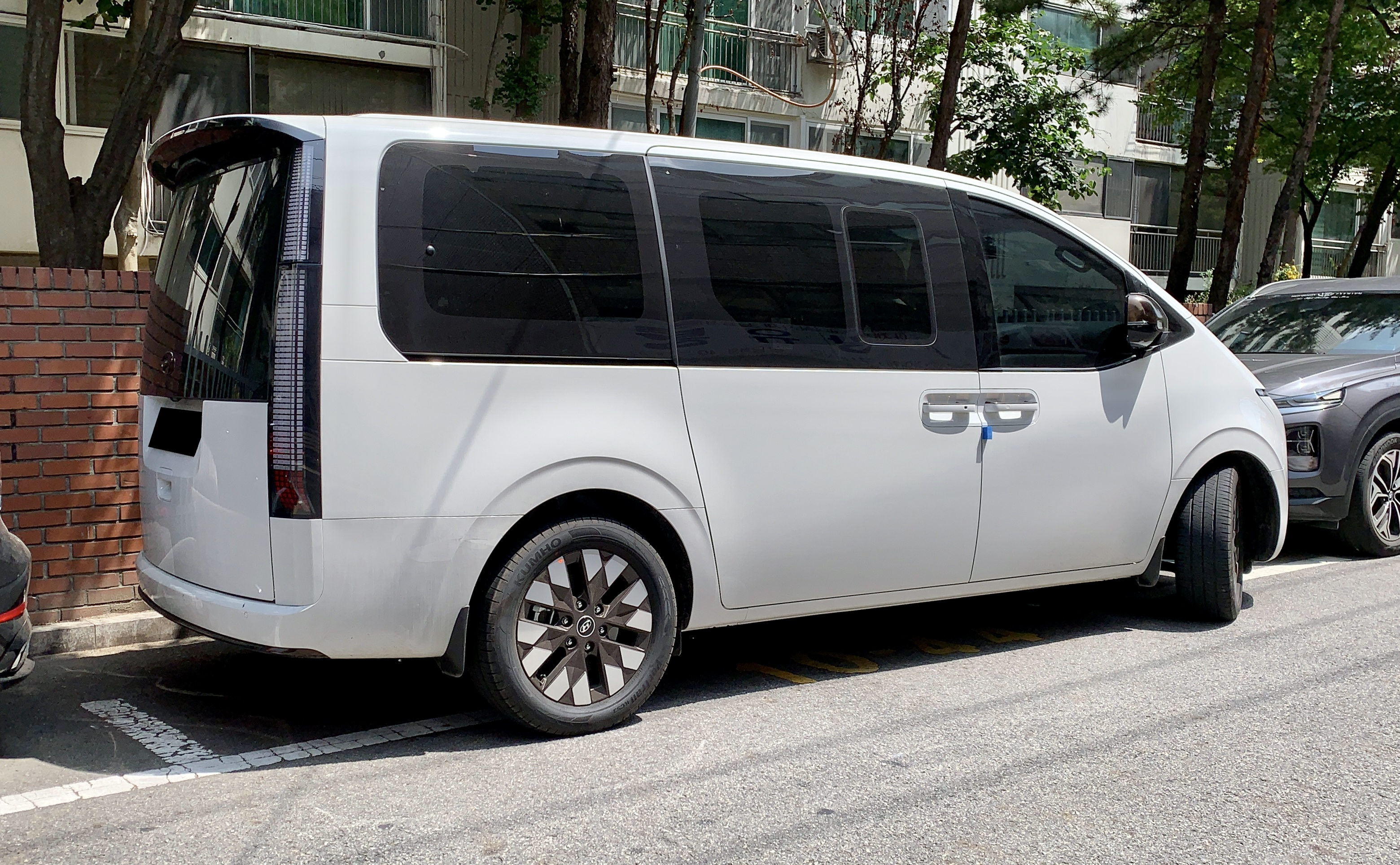
Белый Hyundai Staria Lounge (вид сзади)
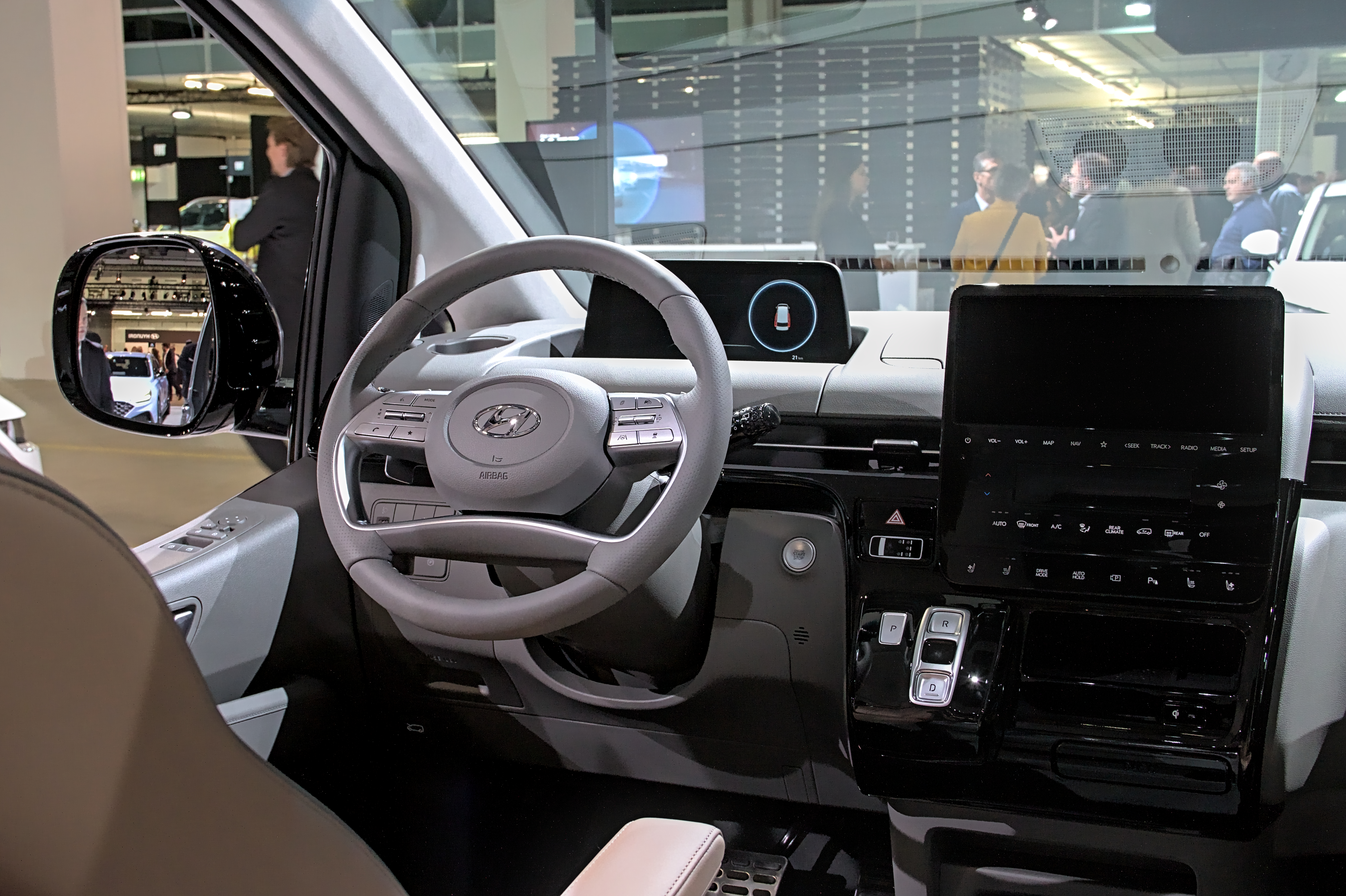
Место водителя

## Технические характеристики
| Модель                                      | Годы                                      | Объём и расположение цилиндров            | Трансмиссия                               | Мощность                                  | Крутящий момент                           | Разгон 0-100 км/ч (0-62 миль/ч)           | Максимальная скорость                     |
| Бензиновые двигатели внутреннего сгорания   | Бензиновые двигатели внутреннего сгорания | Бензиновые двигатели внутреннего сгорания | Бензиновые двигатели внутреннего сгорания | Бензиновые двигатели внутреннего сгорания | Бензиновые двигатели внутреннего сгорания | Бензиновые двигатели внутреннего сгорания | Бензиновые двигатели внутреннего сгорания |
| ------------------------------------------- | ----------------------------------------- | ----------------------------------------- | ----------------------------------------- | ----------------------------------------- | ----------------------------------------- | ----------------------------------------- | ----------------------------------------- |
| Smartstream G3.5 MPi                        | 2021 — настоящее время                    | 3470 см3, V6                              | 8-скор. АКПП                              | 272 л. с. при 6400 об/мин                 | 331 Н*м при 5000 об/мин                   | 8.9 с                                     | 210 км/ч (130 миль/ч)                     |
| Газомоторные двигатели внутреннего сгорания |                                           |                                           |                                           |                                           |                                           |                                           |                                           |
| Smartstream L3.5                            | 2021 — настоящее время                    | 3,470 см3, V6                             | 8-скор. АКПП                              | 240 л. с. при 6000 об/мин                 | 310 Н*м при 4500 об/мин                   |                                           |                                           |
| Дизельные двигатели внутреннего сгорания    |                                           |                                           |                                           |                                           |                                           |                                           |                                           |
| R II 2.2                                    | 2021 — настоящее время                    | 2,199 см3, I4                             | 6-скор. МКПП 8-скор. АКПП                 | 177 л. с. при 3800 об/мин                 | 431 Н*м при 1500—2500 об/мин              | 12.5 с (МКПП) 12.4 с (АКПП) 13.5 с (АКПП) | 185 км/ч (115 миль/ч)                     |